# Terig Tucci
Terig Tucci (Balvanera bij Buenos Aires, 23 juni 1897 – New York, 28 februari 1973) was een Argentijns componist, dirigent, violist, pianist, mandolinist.

## Levensloop
Tucci studeerde viool bij Luis Vívoli en harmonie bij Alfonso de María aan het Instituto Musical Cesi in Buenos Aires.
Van 1919 tot 1923 werkte hij als violist aan de theaters "Politeama", "Excelsior" en "Avenida" en in de bioscopen "Atenas" en "Bijou" in Buenos Aires. In augustus 1923 ging hij naar de Verenigde Staten en werkte als componist en arrangeur, waarbij hij vooral Latijns-Amerikaanse folklore arrangeerde.
Van 1930 tot 1941 werkte hij bij de National Broadcasting Corporation (NBC) onder de directeurs Hugo Mariani, Frank Black, Leopoldo Spitalny, Ernie Rappee, Andrée Kostelanetz, Percy Faith en Mitch Miller. Van 1941 tot 1947 was hij dirigent van verschillende orkesten en werkte voor International General Electric. Tijdens de jaren veertig werkte hij ook in New York op het radioprogramma Viva America van het Columbia Broadcasting System. Gedurende deze tijd heeft hij gewerkt met bekende musici uit Noord- en Zuid-Amerika, waaronder: Alfredo Antonini (Italiaans/Amerikaans dirigent - Pan American Orchestra), John Serry Sr. (Italiaans-Amerikaan accordeonist), Juan Arvizu (Mexicaanse tenor), Nesto Mesta Chaires (Mexicaanse tenor) en Elsa Miranda (Puerto Ricaans zanger).
Van 1951 tot 1959 was hij artistiek directeur en leider van de afdeling Latijns-Amerika van de Stem van Amerika en eveneens van 1932 tot 1964 van de afdeling Latijns-Amerika van de platenmaatschappij R.C.A. Victor.
Later vormde hij een groot orkest, in dat onder andere ook Remo Bolognini (Argentinië), Eduardo Zito (Argentinië), Rafael Galindo (Mexico), Juan Manzo (Spanje) als violiste, Abraham Thevenet (Uruguay) aan het piano, Domingo Guido (Uruguay) aan de contrabas, Vicente Navatta (Uruguay) aan het cello, John Serry Sr (Italiaans-Amerikaan) aan het accordeon, en Joe Biviano (Italiaans-Amerikaan) aan het accordeon meespeelden. Dit orkest begeleidde Carlos Gardel.
Zijn eerste compositie, de zarzuela Cariños de Madre, werd in 1917 in het theater Avenida door de gezelschap van López Silva uitgevoerd. In 1919 was de eerste openbare uitvoering van zijn symfonisch gedicht Almafuerte in Ramos Mejía, Buenos Aires.

## Composities

### Werken voor orkest
- 1919 Almafuerte, symfonisch gedicht
- 1934 Mi Buenos Aires Querido, tango (samen met: Carlos Gardel)
- Amor, tango - tekst: Luis Rubinstein
- Anita la Bogotana, Pasillo
- Cuesta Abajo, tango (samen met: Carlos Gardel)
- Edelma
- El Retorno
- Evocación, tango (samen met: Carlos Gardel) - tekst: Alfredo Le Pera
- Holiday in Rio
- Los ojos de mi moza, jota (samen met: Carlos Gardel) - tekst: Alfredo Le Pera
- Noche Estrellada, tango (samen met: Carlos Gardel) - tekst: Alfredo Le Pera
- Recordando, tango (samen met: Carlos Gardel) - tekst: Alfredo Le Pera
- Sol tropical, rumba
- Soledad tropical
- Sus ojos se Cerraron
- Volvió una noche, tango (samen met: Carlos Gardel)

### Werken voor harmonieorkest
- La Bamba De Vera Cruz, paso-doble
- Lola Flores (samen met: Alfredo Sadel)

### Toneelwerken
- 1917 Cariños de Madre, zarzuela

### Liederen
- La Sonata De Invierno

### Filmmuziek
- Cuesta Abajo
- Di que me Quieres
- Dinner in Buenos Aires
- El Tango en Broadway
- El Día Que Me Quieras
- Tango Bar
- Cazadores de Estrellas